# نوفولدن (مینه‌سوتا)
نوفولدن، مینه‌سوتا (به انگلیسی: Newfolden, Minnesota) یک شهر در ایالات متحده آمریکا است که در شهرستان مارشال واقع شده‌است.

## خصوصیات
نوفولدن ۲٫۳۱ کیلومترمربع مساحت و ۳۶۸ نفر جمعیت دارد و ۳۳۴ متر بالاتر از سطح دریا واقع شده‌است.